# Fernanda de Utrera
Fernanda de Utrera est une chanteuse de flamenco espagnole, née le 9 février 1923 à Utrera, dans la Province de Séville, où elle est également morte le 24 août 2006.

## Biographie
Fernanda est considérée par beaucoup comme la meilleure chanteuse de soleares de tous les temps, et même si ce point est difficile à prouver, puisqu'il n'existe aucun enregistrement sonore des artistes passés, tous les experts s'accordent à souligner qu'elle est la meilleure chanteuse dans ce palo tout au long du XXe siècle. Sa voix rauque et cassée porte l'exécution de ses chansons, produisant un style unique dans la scène flamenco.
La carrière artistique de Fernanda est étroitement liée à celle de sa sœur Bernarda de Utrera, avec qui elle a partagé affiches et enregistrements durant cinquante ans. Les deux sœurs ont commencé leur carrière en 1957 avec Antonio Mairena, qui les a emmenées à Madrid pour travailler au tablaos Zambra.
En 2003, elle est atteinte de la maladie d'Alzheimer.
En 2004, les deux sœurs reçoivent la Médaille d'or du mérite des beaux-arts par le Ministère de l'Éducation, de la Culture et des Sports.
Le 24 août 2006, elle meurt dans sa maison à la suite d'un arrêt cardiaque.

## Discographie

### Filmographie
- Duende y misterio del Flamenco, de Edgar Neville (1952).
- La novicia rebelde, de Luis Lucía (1972)
- Flamenco, de Carlos Saura (1995).